# Medeis
Medeis – drugi album studyjny polskiej grupy muzycznej Hunter. Wydawnictwo ukazało się w 2003 roku nakładem firmy Rubicon w dystrybucji Pomaton EMI. W 2004 roku płyta została wznowiona przez wytwórnię Mystic Production. Nagrania zostały zarejestrowane pomiędzy sierpniem a listopadem 2002 roku w Izabelin Studio we współpracy z producentem muzycznym Andrzejem Karpiem.

## Lista utworów
Opracowano na podstawie materiału źródłowego.
| Nr  | Tytuł utworu      | Słowa             | Muzyka                                 | Długość |
| --- | ----------------- | ----------------- | -------------------------------------- | ------- |
| 1.  | „Fallen”          | Paweł Grzegorczyk | Paweł Grzegorczyk, Piotr Kędzierzawski | 6:10    |
| 2.  | „Fantasmagoria”   | Paweł Grzegorczyk | Paweł Grzegorczyk                      | 4:50    |
| 3.  | „So...”           | Paweł Grzegorczyk | Paweł Grzegorczyk, Piotr Kędzierzawski | 2:57    |
| 4.  | „Greed”           | Paweł Grzegorczyk | Paweł Grzegorczyk                      | 5:03    |
| 5.  | „Grabaszszsz...”  | Paweł Grzegorczyk | Paweł Grzegorczyk                      | 4:40    |
| 6.  | „Mirror of War”   | Paweł Grzegorczyk | Paweł Grzegorczyk                      | 2:24    |
| 7.  | „Siedem (Medeis)” | Paweł Grzegorczyk | Paweł Grzegorczyk                      | 6:00    |
| 8.  | „Why?”            | Paweł Grzegorczyk | Paweł Grzegorczyk                      | 4:24    |
| 9.  | „Nikt”            | Paweł Grzegorczyk | Paweł Grzegorczyk                      | 1:47    |
| 10. | „Loża szyderców”  | Paweł Grzegorczyk | Paweł Grzegorczyk, Piotr Kędzierzawski | 5:31    |
| 11. | „Kiedy umieram”   | Paweł Grzegorczyk | Paweł Grzegorczyk                      | 5:09    |
|     |                   |                   |                                        | 48:55   |

## Twórcy
Opracowano na podstawie materiału źródłowego.

- Paweł "Drak" Grzegorczyk - śpiew, gitara, produkcja muzyczna
- Piotr "Pit" Kędzierzawski - gitara
- Konrad "Saimon" Karchut - gitara basowa
- Tomek "Fester" Goljaszewski - gitara basowa
- Michał Jelonek - skrzypce, produkcja muzyczna
- Grzesiek "Brooz" Sławiński - perkusja
- Andrzej "Aka" Karp - gitara basowa, inżynieria dźwięku, produkcja muzyczna, miksowanie, mastering
- Paweł "Żaba" Żełobowski - kongi
- Marek Musik - kongi
- Piotr Laskowski - inżynieria dźwięku, produkcja muzyczna, miksowanie
- Ryszard Szmit - inżynieria dźwięku
- Grzegorz Piwkowski - mastering
- Irek Mazur - prezentacja multimedialna